# Fukomys damarensis
Fukomys damarensis är en däggdjursart som först beskrevs av Ogilby 1838.  Fukomys damarensis ingår i släktet Fukomys och familjen mullvadsgnagare. IUCN kategoriserar arten globalt som livskraftig. Inga underarter finns listade i Catalogue of Life.

## Utseende
Denna gnagare blir 9 till 27 cm lång (huvud och bål) och har en 1 till 3 cm lång svans. Vikten varierar mellan 86 och 202 g. Alfahanen och den dominanta honan är de största individerna i flocken. Arten har stora morrhår och förminskade yttra öron. De stora framtänderna är synliga utanför den slutna munnen och används för att gräva. De små ögonen har tjock hornhinna. Pälsens färg kan variera inom en koloni mellan ljusbrun och svartaktig. Ofta förekommer en vit fläck på huvudet av obestämd form. Några individer har otydliga vita linjer på ryggens eller bukens mitt.

## Utbredning och habitat
Fukomys damarensis förekommer i södra Afrika från södra Angola, södra Zambia och västra Zimbabwe till Botswana, östra Namibia och norra Sydafrika. Habitatet utgörs av torra eller halvtorra buskskogar (med törnbuskar), trädgrupper, savanner och andra gräsmarker med sandig jord. Nederbördsmängden i utbredningsområdet är bara 2 till 400 mm per år.

## Ekologi
Det dominanta paret och flera andra individer bildar en koloni som vanligen har 16 medlemmar (ibland upp till 41 individer). Den dominanta honan kan ha upp till fyra kullar per år med 1 till 6 ungar per kull. Dräktigheten varar 78 till 112 dagar. Ungarna diar sin mor cirka 82 dagar. Andra individer av kolonin hjälper med ungarnas uppfostring. Honor blir könsmogna efter 73 veckor men den första parningen sker när de har en egen koloni.
Liksom andra mullvadsråttor skapar arten ett komplext tunnelsystem med gångar, förvaringsrum, latriner och andra kamrar. Födan utgörs huvudsakligen av underjordiska växtdelar som rötter och rotfrukter. Dessutom äter arten växter som hittas nära boets utgång och i mindre mått ryggradslösa djur som maskar eller insekter.